# Koppang
Koppang è un villaggio della Norvegia, situato nella municipalità di Stor-Elvdal, nella contea di Innlandet.